# Bert Jansch
Herbert Jansch, známý hlavně jako Bert Jansch (3. listopadu 1943, Glasgow, Skotsko – 5. října 2011, Hampstead, Londýn, Anglie), byl skotský kytarista a zpěvák, známý jako dlouholetý člen folk rockové skupiny Pentangle. Vydal také mnoho sólových alb.